# ستيفي وودز
ستيفي وودز (بالإنجليزية: Stevie Woods) (23 فبراير 1970 في المملكة المتحدة - ) هو لاعب كرة قدم بريطاني في مركز حراسة المرمى. لعب مع بريستون نورث إيند ونادي سانت ميرين ونادي ماذرويل ونادي هيبرنيان ونادي ليفينغستون لكرة القدم ونادي كلايدبانك ‏.

## وصلات خارجية
- ستيفي وودز على موقع Soccerbase.com (لاعب) (الإنجليزية)